# Wilhelm Müller (Journalist)
Wilhelm Müller (auch: Wilhelm Müller-Müsen, * 1912 oder 1913 in Müsen; † 2. September 1995) war ein deutscher Journalist.
Der promovierte Journalist war Mitbegründer der Frankfurter Buchmesse, deren Geschäftsführer er von 1949 bis 1957 war. Von 1957 bis 1981 war er fast 25 Jahre lang bis zu seinem pensionsbedingten Ausscheiden als Chefredakteur der Siegener Zeitung tätig; sein Nachfolger wurde Eberhard Winterhager. Er veröffentlichte unter dem Kürzel WMM. 
Er ist Herausgeber und Autor mehrerer Kapitel im Buch „Ich gab dir mein Eisen wohl tausend Jahr ...“, welches anlässlich der 900-Jahr-Feier von Müsen herausgegeben wurde.
Müller starb 82-jährig.